# 304. Infanterie-Division (Wehrmacht)
Die 304. Infanterie-Division (304. ID) war ein militärischer Großverband der Wehrmacht.

## Geschichte

### Aufstellung
Die 304. ID wurde als bodenständige Division der 13. Aufstellungswelle im November 1940 in Leipzig aufgestellt. Sie setzte sich aus Personal der 56. und 294. Infanterie-Division zusammen. 

### Atlantikwall
Ihr erster Einsatz war die Küstensicherung im besetzten Belgien. 

### Umgliederung
Im Oktober 1942 erfolgte eine taktische Umgliederung zu einer Angriffsdivision und die sofortige Verlegung an die Ostfront. 

### Heeresgruppe Süd
Dort wurde sie der Heeresgruppe Süd unterstellt und kämpfte im Donbogen. Dabei erlitt sie schwere Verluste, es wurde beispielsweise das Grenadier-Regiment 574 völlig vernichtet.

### Auffrischung 1943
Im April 1943 musste eine Auffrischung erfolgen, weil die 304. ID nur noch die Stärke einer Kampfgruppe hatte. 

### Eingliederung der Reste der 5. Feld-D (L)
Im Mai 1944 konnte die Personalstärke durch das Eingliedern der aufgelösten 5. Feld-Division (L) erhöht werden. 

### Vernichtung
Nach dem Zurückweichen der Wehrmacht aus der besetzten Sowjetunion, wurde die 304. ID am Weichselbogen vernichtet.
Der Panzerjäger-Abteilung der Division wurden noch im Oktober 1944 für eine Neuausrüstung vierzehn Jagdpanzer 38 zugeteilt.

### Gruppe Generalleutnant Sieler
Der Divisionsstab konnte der Gefangennahme durch einen Ausbruch südlich von Kattowitz entkommen. Daraus bildete sich die Gruppe Generalleutnant Sieler, der weitere Kampfgruppen unterstanden. 

### Wiederaufstellung
Im Februar 1945 kam es in Prag und Ostrava zu einer Neuaufstellung der Division.

### Kapitulation
Die 304. ID kapitulierte bei  Deutsch-Brod im Protektorat Böhmen und Mähren und geriet in sowjetische Kriegsgefangenschaft.

## Personen
| Dienstzeit                              | Dienstgrad      | Name             |
| --------------------------------------- | --------------- | ---------------- |
| 15. November 1940 bis 16. November 1942 | Generalleutnant | Heinrich Krampf  |
| 16. November 1942 bis 1. Februar 1943   | Generalmajor    | Ernst Sieler     |
| 1. Februar bis 1. März 1943             | Oberst          | Alfred Philippi  |
| 1. März bis 30. August 1943             | Generalleutnant | Ernst Sieler     |
| 30. August bis Oktober 1943             | Oberst          | Norbert Holm     |
| Oktober 1943 bis 8. Mai 1944            | Generalleutnant | Ernst Sieler     |
| 8. Mai bis 9. August 1944               | Generalmajor    | Gustav Hundt     |
| 9. August 1944 bis Januar 1945          | Generalleutnant | Ernst Sieler     |
| 10.–22. Januar 1945                     | Generalmajor    | Ulrich Liß       |
| Februar bis 6. April 1945               | Oberst          | Friedrich Krüger |
| 6.–17. April 1945                       | Oberst          | Robert Bader     |

| Dienstzeit                          | Dienstgrad     | Name                    |
| ----------------------------------- | -------------- | ----------------------- |
| 21. Oktober bis Dezember 1942       | Oberstleutnant | Hans-Ulrich von Oertzen |
| 25. November 1942 bis 20. März 1944 | Oberstleutnant | Eberhard Einbeck        |
| 25. Mai 1944 bis Mai 1945           | Major          | Gerd von Koblinski      |

## Gliederung
| 1940                      | 1945                             |
| Infanterie-Regiment 573   | Grenadier-Regiment 573           |
| Infanterie-Regiment 574   | Grenadier-Regiment 574           |
| Infanterie-Regiment 575   | Grenadier-Regiment 575           |
| –                         | Divisions-Füsilier-Bataillon 304 |
| Artillerie-Regiment 304   |                                  |
| Pionier-Bataillon 304     |                                  |
| Panzerjäger-Abteilung 304 | –                                |
| –                         | Feldersatz-Bataillon 304         |
| Nachrichten-Kompanie 304  | Nachrichten-Abteilung 304        |
| Nachschubstruppe 304      |                                  |